# Puckeridge
Puckeridge est un village dans l'Est Hertfordshire en Angleterre.

## Histoire
Les premiers colons de la région ont été les Belges, qui sont arrivés vers 180 av. J.-C. Une ville romaine existait juste au nord du village qui était au carrefour de deux voies romaines importantes.
Bien que les villages voisins de Standon et Braughing soient mentionnés dans le Domesday Book, l'existence du village n'y est pas rapportée. Il a survécu à la peste noire au XIVe siècle. Un certain nombre d'organismes de bienfaisance ont été créés en Puckeridge au XVIIe siècle. Ceux ont donné des concessions de terres qui ont permis l'expansion du village.
Le village s'est développé et a prospéré du fait de sa localisation sur la route entre Londres et Cambridge. Cette situation sera perturbée par l'arrivée du rail au XIXe siècle qui videra pubs et auberges.
Aujourd'hui, le village est apprécié de par sa situation proche de Londres et sa bonne intégration au réseau routier.
Le village a vu son nom emprunté par un destroyer, le HMS Puckeridge, dont l'histoire se termine au cours de la Seconde Guerre mondiale.